# Trouble (álbum de Natalia Kills)
Trouble é o segundo álbum de estúdio da cantora britânica Natalia Kills, lançado a 3 de Setembro de 2013 através da will.i.am Music Group, Cherrytree Records e Interscope Records. O disco entrou no 70.ª lugar da Billboard 200 dos Estados Unidos com 6 mil cópias vendidas na primeira semana, tornando-se a melhor posição atingida pela artista mas com o número de vendas mais baixo da sua carreira. Trouble foi seu último álbum assinado com seu nome artístico. 

## Alinhamento de faixas
| N.º | Título             | Compositor(es)                                | Produtor(es)                        | Duração |  |
| 1.  | "Television"       | Natalia Kills, Jeff Bhasker, Guillaume Doubet | Bhasker, Doubet(a)                  | 5:54    |  |
| 2.  | "Problem"          | Kills, Bhasker, Doubet, Sky Montique          | Bhasker, Doubet(a), Emile Haynie(b) | 3:43    |  |
| 3.  | "Stop Me"          | Kills, Bhasker, Haynie                        | Haynie, Bhasker                     | 3:45    |  |
| 4.  | "Boys Don't Cry"   | Kills, Bhasker                                | Bhasker, Haynie(b)                  | 3:36    |  |
| 5.  | "Daddy's Girl"     | Kills, Doubet, Daryl Hall                     | Bhasker, Doubet(a)                  | 3:33    |  |
| 6.  | "Saturday Night"   | Kills, Bhasker                                | Bhasker                             | 4:46    |  |
| 7.  | "Devils Don't Fly" | Kills, Bhasker, Glass John                    | Bhasker, Glass John(a)              | 4:37    |  |
| 8.  | "Outta Time"       | Kills, Bhasker                                | Bhasker                             | 3:42    |  |
| 9.  | "Controversy"      | Kills, Bhasker, Doubet                        | Bhasker, Doubet(a)                  | 4:51    |  |
| 10. | "Rabbit Hole"      | Kills, Bhasker, Doubet                        | Bhasker, Doubet(a), Glass John(b)   | 3:14    |  |
| 11. | "Watching You"     | Kills, Bhasker, Haynie                        | Haynie, Bhasker                     | 3:49    |  |
| 12. | "Marlboro Lights"  | Kills, Bhasker                                | Bhasker                             | 4:05    |  |
| 13. | "Trouble"          | Kills, Bhasker                                | Bhasker, Haynie(a), Doubet(b)       | 4:19    |  |

Notas
- Nota a: Denota um co-produtor.
- Nota b: Denota um produtor adicional.
- "Daddy's Girl" contém elementos e excertos de "Rich Girl", interpretada por Hall & Oates e escrita por Daryl Hall.[1][2]

## Desempenho nas tabelas musicais

### Posições
| Tabela musical (2013)          | Melhor posição |
| ------------------------------ | -------------- |
| Estados Unidos - Billboard 200 | 70             |

## Créditos
Toda a concepção do disco atribui os seguintes créditos:
- Jeff Bhasker – produção, programação, guitarra, teclado, engenharia, mistura, piano, vocais de apoio, produção executiva, órgão;
- Guillaume Doubet – co-produção, programação;
- Natalia Kills – vocais, composição;
- Glass John – programação, co-produção;
- Pawel Sek – engenharia, vocais de apoio;
- Tony Maserati – mistura;
- Chris Tabron – mistura;
- Justin Hergett – assistência de mistura;
- James Krausse – assistência de mistura;
- Chris Athens – masterização
- Emile Haynie – produção adicional, programação, produção, teclado;
- Mike Will – programação;
- Tyler Sam Johnson – engenharia;
- Rob Suchecki – engenharia;
- Jimmy Messer – guitarra, engenharia;
- Danielle Haim – guitarra.

## Histórico de lançamento
| País           | Data                   | Formato          | Editora discográfica |
| -------------- | ---------------------- | ---------------- | -------------------- |
| Canadá         | 3 de Setembro de 2013  | Descarga digital | Interscope           |
| Estados Unidos | 3 de Setembro de 2013  | Descarga digital | Interscope           |
| Austrália      | 6 de Setembro de 2013  | Descarga digital | Interscope           |
| França         | 6 de Setembro de 2013  | Descarga digital | Interscope           |
| Portugal       | 6 de Setembro de 2013  | Descarga digital | Interscope           |
| Reino Unido    | 6 de Setembro de 2013  | Descarga digital | Interscope           |
| Alemanha       | 9 de Setembro de 2013  | CD               | Interscope           |
| Estados Unidos | 10 de Setembro de 2013 | CD               | Interscope           |
| Canadá         | 17 de Setembro de 2013 | CD               | Universal Music      |